# Francis Farley
Francis James Macdonald Farley (* 13. Oktober 1920 in Lucknow, Indien; † 16. Juli 2018 in Grasse, Frankreich) war ein britischer Physiker. Er wurde Fellow der Royal Society (1972) und erhielt 1980 deren Hughes-Medaille vor allem für seine Beteiligung an der genauen Messung des anomalen magnetischen Moments (g-Faktor) des Myons am CERN in den 1960er Jahren.

## Leben
Farley wurde als Sohn eines Armeeingenieurs in Indien geboren und ging in England zur Schule.
Im Zweiten Weltkrieg war er an der Radarentwicklung beteiligt (u. a. eine Form des Doppler-Radars und für die Feuerleitung der Küstenartillerie in Dover). In den 1950er Jahren war er Professor an der University of Auckland in Neuseeland. Er forschte am Kernforschungszentrum in Chalk River, maß am Kernforschungszentrum Harwell 1955 Neutronenausbeute aus Plutonium-Kernspaltung und war im selben Jahr Vertreter Neuseelands bei der Internationalen Konferenz für friedliche Nutzung der Kernenergie in Genf.
Ab 1957 war er am CERN mit Experimenten zur genauen Messung des anomalen magnetischen Moments des Myons beteiligt, einem Präzisionstest für die Quantenelektrodynamik. Mit beteiligt waren auch u. a. Georges Charpak, Richard Garwin, Antonino Zichichi, Emilio Picasso. Auch am Folgeexperiment am Brookhaven National Laboratory war er beteiligt.
1967 bis 1982 war er Professor am Royal Military College of Science in Shrivenham. Danach zog er nach Südfrankreich. Farley war auch Fellow des Institute of Physics und Ehrenfellow des Trinity College in Dublin. Er war Gastprofessor an der Yale University, an der University of Reading, an der University of New South Wales und an der University of Southampton (von wo aus er am Anakonda-Projekt mitarbeitete).
Ab 1976 befasste er sich mit Energiegewinnung aus Meereswellen. Er war Erfinder in 14 Patenten in diesem Bereich und war beteiligt am Anakonda-Projekt, das auf einer Idee Farleys und des Ingenieurs Rod Rainey beruht. Ab 1986 installierte er in Nizza am Hôpital Antoine Lacassagne ein 65-MeV-Zyklotron für die Protonentherapie von Krebs.
2012 veröffentlichte er einen Roman mit dem Titel Catalyzed Fusion über Physiker am CERN.
Er starb am 16. Juli 2018 im Alter von 97 Jahren in Grasse in Südfrankreich.

## Schriften
- Elements of pulse circuits, Methuen 1955
- mit Emilio Picasso: The Muon g-2 Experiment. In: T. Kinoshita (Hrsg.): Quantum Electrodynamics. World Scientific, 1990, S. 479–559.
- mit Emilio Picasso: The Muon g-2 Experiments. In: Annual Review Nuclear and Particle Science. Band 29, 1979, S. 243–282.